# Cataulacus latissimus
Cataulacus latissimus är en myrart som beskrevs av Carlo Emery 1893. Cataulacus latissimus ingår i släktet Cataulacus och familjen myror. Inga underarter finns listade.